# Amtsbezirk Wangen
Der Amtsbezirk Wangen war bis zum 31. Dezember 2009 eine Verwaltungseinheit mit Hauptort Wangen an der Aare im Schweizer Kanton Bern. Der Amtsbezirk umfasste 23 Gemeinden mit 26'853 Einwohnern (Stand 31. Dezember 2008) auf 152,05 km².

## Gemeinden
| Name der Gemeinde        | Einwohner (31. Dez. 2008) | Fläche in km² | Einwohner pro km² |
| ------------------------ | ------------------------- | ------------- | ----------------- |
| Attiswil                 | 1'316                     | 7,65          | 172               |
| Berken                   | 49                        | 1,39          | 35                |
| Bettenhausen             | 480                       | 1,94          | 247               |
| Bollodingen              | 223                       | 2,00          | 112               |
| Farnern                  | 201                       | 3,68          | 55                |
| Graben                   | 302                       | 3,16          | 96                |
| Heimenhausen             | 423                       | 5,84          | 72                |
| Hermiswil                | 97                        | 23,40         | 4                 |
| Herzogenbuchsee          | 6'525                     | 9,82          | 664               |
| Inkwil                   | 637                       | 3,38          | 188               |
| Niederbipp               | 3'942                     | 17,31         | 228               |
| Niederönz                | 1'506                     | 2,79          | 540               |
| Oberbipp                 | 1'545                     | 8,45          | 183               |
| Ochlenberg               | 593                       | 12,12         | 49                |
| Rumisberg                | 484                       | 5,14          | 94                |
| Seeberg                  | 1'361                     | 16,80         | 81                |
| Thörigen                 | 1'016                     | 4,55          | 223               |
| Walliswil bei Niederbipp | 215                       | 1,47          | 146               |
| Walliswil bei Wangen     | 572                       | 3,07          | 186               |
| Wangen an der Aare       | 2'033                     | 5,22          | 389               |
| Wangenried               | 393                       | 2,91          | 135               |
| Wiedlisbach              | 2'179                     | 7,50          | 291               |
| Wolfisberg               | 194                       | 2,46          | 79                |
| Total (23)               | 26'853                    | 152,05        | 177               |

## Veränderungen im Gemeindebestand

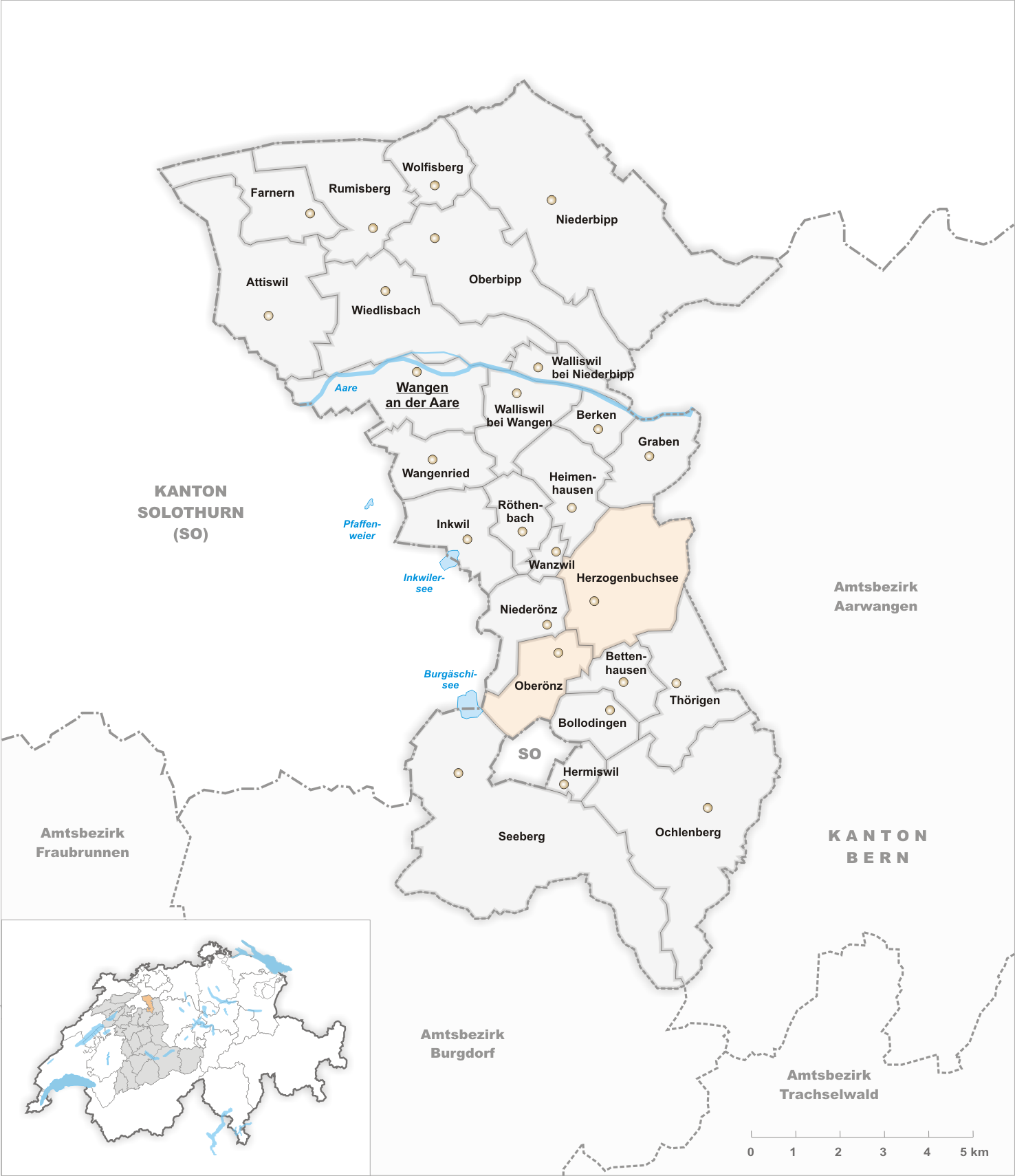
Gemeinden bis 2007
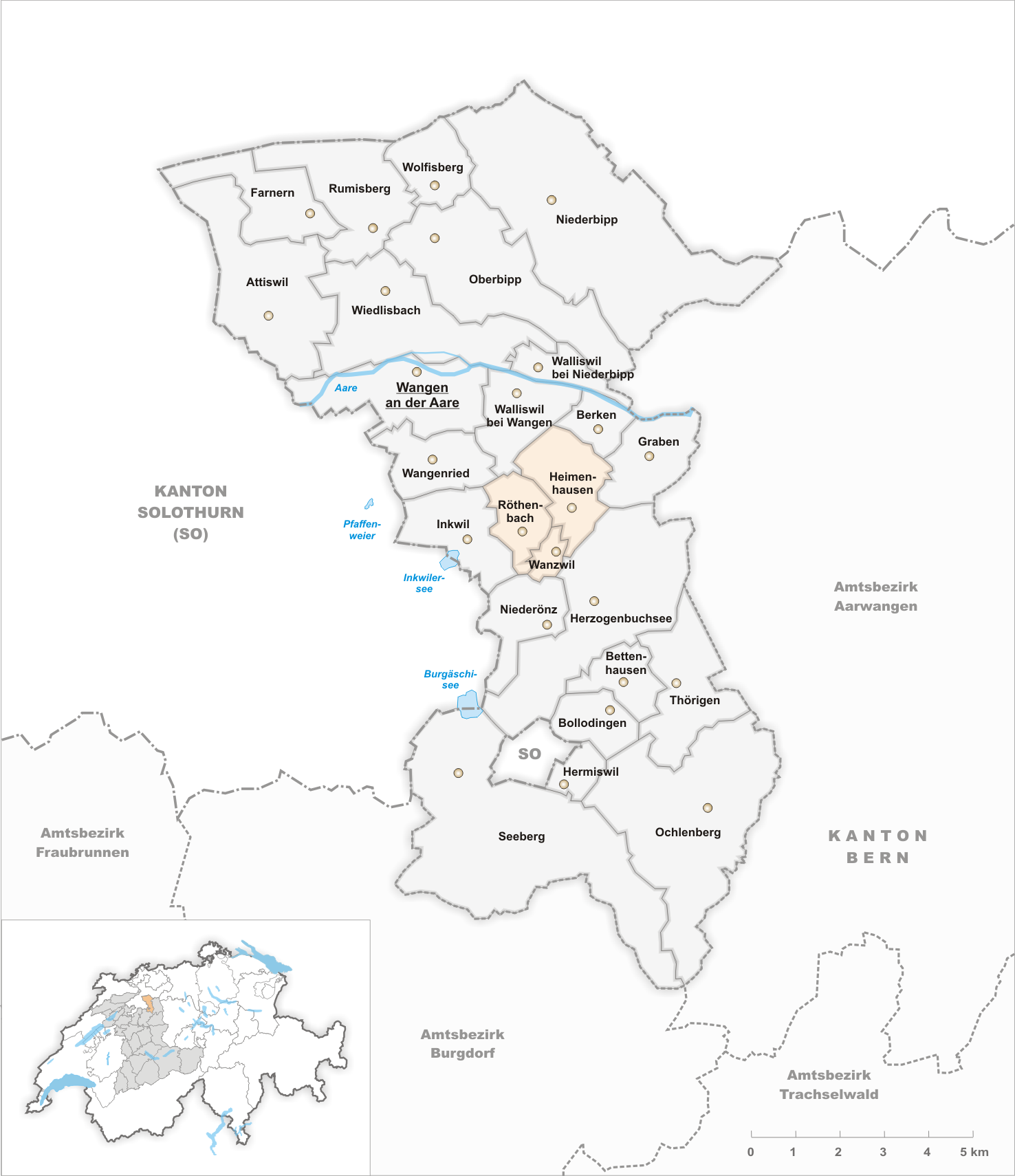
Gemeinden bis 2008
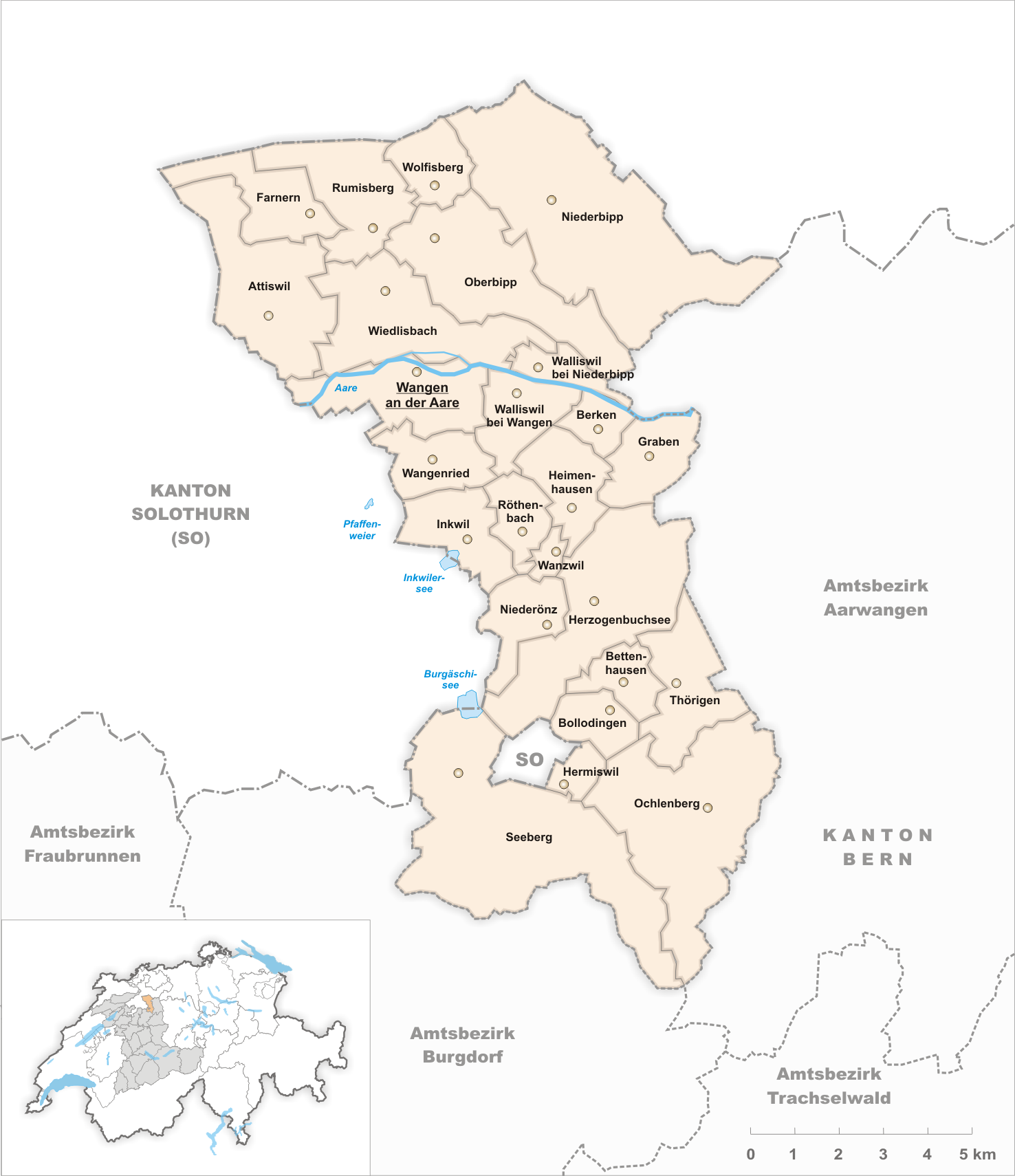
Gemeinden bis 2009

- 2008: Fusion Herzogenbuchsee und Oberönz  → Herzogenbuchsee
- 2009: Fusion Heimenhausen, Röthenbach bei Herzogenbuchsee und Wanzwil  → Heimenhausen
- 2010: Bezirkswechsel aller 23 Gemeinden vom Amtsbezirk Wangen → Verwaltungskreis Oberaargau